# Die Abenteuer der Natty Gann
Die Abenteuer der Natty Gann (Originaltitel: The Journey of Natty Gann) ist ein US-amerikanischer Abenteuerfilm des Regisseurs Jeremy Kagan aus dem Jahr 1985. Der Film war bei der Oscarverleihung 1986 in der Sparte Bestes Kostümdesign nominiert. 

## Handlung
1932 verlässt Natty Ganns Vater Chicago, um Arbeit zu finden. Die Halbwaise Natty bleibt in Chicago zurück, macht sich dann aber auf die Suche nach ihrem Vater. Sie reist per Anhalter und in Eisenbahnwaggons durch halb Amerika und lernt auf ihrer Reise den jungen Hobo Harry kennen. Auf ihrer Reise bekommt es Natty mit Räubern, Landstreichern und dem FBI zu tun. Unterstützung erhält sie von einem Wolf, der ihr helfend zur Seite steht und ihr mehr als einmal das Leben rettet. Natty findet schließlich ihren Vater, der als Holzfäller Arbeit gefunden hat.

## Kritiken
„Wunderbar in Szene gesetzt und gut gespielt. Der Film trifft den Nerv der Zeit, auch wenn er stellenweise auf die Tränendrüse drückt.“

„Abenteuerlicher Kinderfilm mit atmosphärisch dichtem Zeitkolorit.“

„Ein Hund namens Jed gibt in der Rolle des Wolf eine glaubhafte Darstellung. Miss Salenger ebenfalls, die den Film über große Strecken trägt. Ihre Szenen mit Jed sind mindestens genauso bewegend wie alle, was sich zwischen den menschlichen Charakteren abspielt.“

„Regisseur Jeremy Paul Kagan fordert Meredith Salenger als Heldin eine ergreifende Darstellung ab. Die restliche Besetzung macht ihre Sache (auch) gut  […]“